# Wochenkarte (Film)
Wochenkarte ist ein Kurzfilm des Filmregisseurs Florianphilipp Gaull. Der Film feierte seine Premiere beim Filmfest Hamburg 2010 im Hamburger Programmkino Abaton.

## Inhalt
Als Theo im Rahmen eines Umweltprogramms seinen Firmenwagen für eine Arbeitswoche stehen lassen muss und die Bahn benutzen soll, ist er alles andere als begeistert.
Im Zug scheinen sich zunächst alle seine Vorurteile gegenüber der Bahn zu bestätigen. Der einzige Lichtblick ist Martha, die er näher kennenlernen möchte ...
Der Film erzählt von einem modernen Mobilitätskonzept, in dem verschiedene Verkehrsmittel gleichberechtigt nebeneinander und miteinander genutzt werden.

## Hintergrund
Wochenkarte wurde in Hamburg realisiert. Die Dreharbeiten wurden von der Umwelthauptstadt Europas Hamburg 2011 unterstützt.
Mit der Idee für die Spielfilmversion Monatskarte gewann Florianphilipp Gaull den Spezialpreis der Jury des Green Me Story Awards anlässlich der Berlinale 2011.